# دینگچنگ، هاینان
دینگچنگ، هاینان (به لاتین: Dingcheng) یک شهرک در جمهوری خلق چین است که در شهرستان دینگان واقع شده‌است. دینگچنگ ۱۴۵ کیلومتر مربع مساحت و ۹۵٬۶۹۵ نفر جمعیت دارد و ۳۸ متر بالاتر از سطح دریا واقع شده‌است.